# ウー・シンティー
ウー・シンティー（呉心緹、Esther Wu、1992年9月24日 - ）は台湾の女優。本名は呉庭伊（ウー・ティンイー）。2010年にChannel Vの《美少女時代》に出演後、ドラマやCMに出演をするようになる。三菱自動車のTVCMにて「小敏(シャオミン)」の役で一躍有名になる。

## 経歴
2010年、庭伊名義で、Channel Vの番組《美少女時代》に参加する。2012年、呉心緹名義でデビューしドラマとCMの撮影を始める。三菱・アウトランダーのTVCMに「小敏（シャオミン）」役で出演。『ストリートファイターII』の春麗の髪型に加え少女の衣装と、「沒有耶」（ないよー）、「好啊！」（いいよー）の台詞で様々なTV出演依頼がかかるようになり、台湾プロ野球・Lamigoモンキーズに開幕式の投手として呼ばれる、現在三立電視台にて旅番組《愛玩客》のナビゲーターをつとめる傍ら、短編映画「my little guidebook」の出演を契機にとかち観光大使を務める。
福島県が新設した「只見線応援大使」の第１号に委嘱され、その辞令交付式は2019年1月17日、福島県庁で行われ、委嘱状が福島県知事から手渡された。この只見線応援大使は、只見線の全線再開通が2021年度に予定されていて、この只見線や沿線地域の魅力を発信する。ウーが出演する福島県がユーチューブで公開予定の只見線のプロモーション動画の撮影が2019年1月14日から16日に行われた。

## 出演作品

### 短編映画
- 2015年 my little guidebook

### 長編映画
- 2016年 my little guidebook-ice-

### ドラマ
- 2013年 無敵老爸（廖淑蓉役）
- 2013年 イタズラな恋愛白書 Part2（小琳役）
- 2013年 當我們同在一起（王少冉役）
- 2015年 公視人生劇展─事事達人（吳心玫役）
- 2015年 アニキに恋して（美芳役）
- 2016年 幸福不二家（Yui役）
- 2016年 イタズラなKiss〜Miss In Kiss（向月琴（相原琴子）役）
- 2018年 搖滾畢業生（夏依役）

### バラエティ番組
- 2010年 美少女時代
- 2021年 全明星運動會 第二季[5]
- 愛玩客

### CM
- Airwaves口香糖－2013羅志祥變身有精神主任篇
- 台灣大哥大－打卡篇
- SLIMWALK孅伶美腿襪－女子聚會睡眠粉篇
- 麥當勞－漂浮飲料篇
- 光陽機車GP II－直覺篇
- 三菱汽車OUTLANDER－沒去過篇

### MV
- 梁佳杰《愛上你的愛》
- MP魔幻力量《偷偷的》

### イメージキャラクター、イベント
- 2014中華職棒開球(2014/4/4 統一 - Lamigo /桃園國際棒球場)